# Univerzita národní obrany
Univerzita národní obrany Čínské lidové osvobozenecké armády (čínsky v českém přepisu čung-kuo žen-min ťie-fang-ťün kuo-fang ta-süe, pchin-jinem zhōngguó rénmín jiěfàngjūn guófáng dàxué, znaky zjednodušené 中国人民解放军国防大学, tradiční 中國人民解放軍國防大學) je státní vysoká vojenská škola v Čínské lidové republice přidružená k Čínské lidové osvobozenecké armádě. Zřízena byla v roce 1985 a spadá pod Ústřední vojenskou komisi KS Číny/ČLR. Univerzita sídlí v Pekingu a jejím současným rektorem je generálplukovník Sü Süe-čchiang.
Univerzita národní obrany je primární vojenskou vzdělávací institucí v Číně poskytující vzdělání pro tzv. společné velení, tedy velení dvou a více druhů ozbrojených sil, a společné operace.

## Galerie

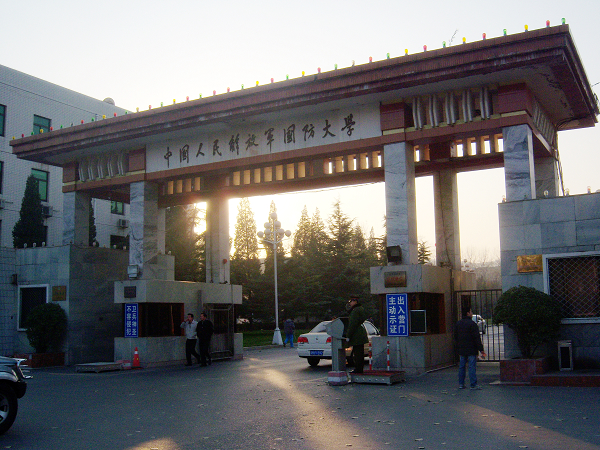
Jedna z bran univerzity
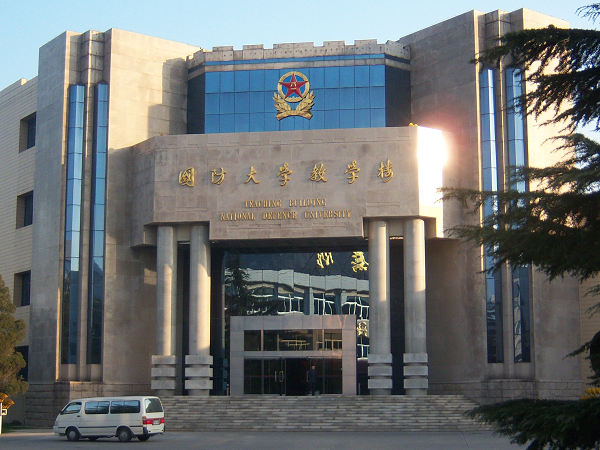
Výuková budova